# Empire Award du meilleur thriller
Les Empire Awards du meilleur thriller (Empire Award for Best Thriller) sont des prix qui sont décernés chaque année depuis 2006 par le magazine de cinéma britannique Empire.
Les récompenses sont votées par les lecteurs du magazine, concernant les films sortis l'année précédant celle de la cérémonie.

## Palmarès

### Années 2000
- 2006 : Kiss Kiss Bang Bang
  - A History of Violence
  - Sin City
  - Batman Begins
  - The Constant Gardener
- 2007 : Les Infiltrés (The Departed)
  - Caché
  - Inside Man : L'Homme de l'intérieur (Inside Man)
  - Mission impossible 3 (Mission: Impossible 3)
  - Munich
- 2008 : American Gangster
  - Paranoïak
  - Les Promesses de l'ombre (Eastern Promises)
  - La Vengeance dans la peau (The Bourne Ultimatum)
  - Zodiac
- 2009 : Quantum of Solace
  - L'Échange (Changeling)
  - Gone Baby Gone
  - No Country for Old Men
  - L'Œil du mal (Eagle Eye)

### Années 2010
- 2010 : Sherlock Holmes
  - Harry Brown
  - Démineurs (The Hurt Locker)
  - Inglourious Basterds
  - Public Enemies
- 2011 : Millénium (Män som hatar kvinnor)
  - 127 heures (127 Hours)
  - Black Swan
  - Shutter Island
  - The Town
- 2012 : La Taupe  (Tinker Tailor Soldier Spy)
  - Drive
  - Hanna
  - Sherlock Holmes : Jeu d'ombres (Sherlock Holmes: A Game of Shadows)
  - Millénium, les hommes qui n'aimaient pas les femmes (The Girl with the Dragon Tattoo)
- 2013 : Headhunters
  - Skyfall
  - Argo
  - The Raid
  - Zero Dark Thirty
- 2014 : Hunger Games : L'Embrasement (The Hunger Games: Catching Fire)
  - Capitaine Phillips (Captain Phillips)
  - Insaisissables (Now You See Me)
  - Prisoners
  - Trance
- 2015 : Imitation Game (The Imitation Game)
  - Captain America : Le Soldat de l'hiver (Captain America: The Winter Soldier)
  - Gone Girl
  - Kingsman : Services secrets (Kingsman: The Secret Service)
  - Locke
- 2016 : 007 Spectre (Spectre)
  - Le Pont des espions (Bridge of Spies)
  - The Gift
  - Mission impossible Rogue Nation (Mission: Impossible – Rogue Nation)
  - Sicario
- 2017 : Jason Bourne
  - Captain America: Civil War
  - Comancheria (Hell or High Water)
  - Nocturnal Animals
  - Victoria
- 2018 : Kingsman : Le Cercle d'or (Kingsman: The Golden Circle)
  - Baby Driver
  - Mademoiselle (The Handmaiden)
  - John Wick 2 (John Wick: Chapter 2)
  - Three Billboards : Les Panneaux de la vengeance (Three Billboards Outside Ebbing, Missouri)